# Yola (cantante)
Yola, pseudonimo di Yolanda Claire Quartey (Bristol, 31 luglio 1983), è una cantautrice, attrice e musicista britannica.

## Biografia
Yola è inizialmente entrata nell'industria musicale come membro del gruppo Phantom Limb; insieme hanno pubblicato tre album. È tuttavia salita alla ribalta nel 2019, con la pubblicazione del suo primo album in studio Walk Through Fire, che ha ricevuto l'acclamo universale da parte della critica specializzata. A marzo 2019 ha avuto luogo il suo debutto televisivo statunitense a CBS This Morning, e nel medesimo anno si è esibita al Newport Folk Festival. Ha inoltre ottenuto due candidature in occasione degli Americana Music Honors & Awards 2019. Ai Grammy Awards 2020 ha ricevuto quattro candidature: una per se stessa come Miglior artista esordiente, una per Walk Through Fire nella categoria Miglior album americana e due per il brano Faraway Look, come Miglior brano roots e Miglior interpretazione roots. A febbraio 2020 è stato annunciato che la cantante interpreterà Sister Rosetta Tharpe in un film biografico dedicato a Elvis Presley e diretto da Baz Luhrmann.

## Discografia

### Album in studio
- 2019 – Walk Through Fire
- 2021 – Stand for Myself

### EP
- 2016 – Orphan Offering
- 2024 – My Way

### Singoli
- 2019 – I Don't Wanna Lie
- 2020 – Hold On

## Filmografia
- Elvis, regia di Baz Luhrmann (2022)